# جائزة أفضل رياضي جزائري
هذه الجائزة تقدم من طرف اللجنة الأولمبية والرياضية الجزائرية  منذ سنة 2014 لافضل رياضي جزائري 

## جائزة أفضل رياضي
| العام | افضل رياضي ( رجال )                                   | افضل رياضي ( سيدات )                          |
| ----- | ----------------------------------------------------- | --------------------------------------------- |
| 2014  | ياسين ابراهيمي (كرة القدم ) سفيان فيغولي (كرة القدم ) | أمينة روبة ( التجذيف )                        |
| 2015  | محمد فليسي ( الملاكمة )                               | فرح بوفدان ( الجمباز ) أمينة روبة ( التجذيف ) |
| 2016  | توفيق مخلوفي ( العاب القوي)                           | أمينة روبة ( التجذيف ) امال مليح ( السباحة )  |
| 2018  | رياض محرز (كرة القدم)                                 | معطوب لمياء (الكراتي)                         |

## أفضل رياضي صاعد
| العام | رجال | سيدات                     |
| ----- | --- | ------------------------- |
| 2014  | وليد بيداني (رفع الأثقال)                                                                                |                           |
| 2015  | أيمن طواهري (رفع الأثقال)                                                                                | ماجدة شيبراكة (السباحة)   |
| 2016  | بشير سيد عزارة ( المصارعة)                                                                               | بشرى حيرش (رفع الأثقال)   |
| 2018  | محمد أمين حسيد (الملاكمة) فريد دويبي (الملاكمة) بن فرج الله فريد (المصارعة) قواند محمد علي (ألعاب القوى) | لبنى بن حجة (ألعاب القوى) |

## جائزة أفضل فريق
| العام | افضل فريق (رجال)                  | افضل فريق (سيدات)                                  |
| ----- | --------------------------------- | -------------------------------------------------- |
| 2014  | منتخب الجزائر لكرة القدم          | نادي المجمع البترولي للكرة الطائرة                 |
| 2015  | منتخب الجزائر الأولمبي لكرة القدم | المنتخب الجزائري لكرة السلة لذوي الإحتياجات الخاصة |
| 2016  | مولودية بجاية                     | نادي المجمع البترولي لكرة السلة                    |

## جائزة أفضل تقني
| العام | المدرب                                                                  |
| ----- | ----------------------------------------------------------------------- |
| 2014  | خير الدين مضوي ( وفاق سطيف ) رضا زغيلي (مدرب المنتخب الوطني لكرة اليد ) |
| 2015  | يونس افتسان ( مدرب المنتخب العسكري لكرة القدم )                         |
| 2018  | ابراهيم بورنان (الملاكمة)                                               |

## أفضل رياضي لذوي الاحتياجات الخاصة
| العام | رجال                                            | سيدات                       |
| ----- | ----------------------------------------------- | --------------------------- |
| 2014  | مولود نورة ( رفع الأثقال )                      |                             |
| 2015  | سمير نويوة (العاب القوي )                       | نسيمة صايفي ( العاب القوي ) |
| 2016  | عبد اللطيف بقة (العاب القوي )                   | نسيمة صايفي ( العاب القوي ) |
| 2018  | سيد علي العمري (الجيدو) إسحاق ولد قويدر(الجيدو) |                             |

## جائزة أفضل مسير
| العام | افضل مسير                                          |
| ----- | -------------------------------------------------- |
| 2016  | رشيد حداد رئيس الاتحادية الجزائرية لرياضة المعاقين |

## أفضل شخصية رياضية
| العام | الشخصية                                       |
| ----- | --------------------------------------------- |
| 2014  | محمد روراوة رئيس الاتحادية الوطنية لكرة القدم |

## جائزة أفضل مشوار رياضي
| العام | رجال                          | سيدات | المشوار الرياضي الكامل لأحسن مسير رياضي | افضل فريق لكل الاوقات                 |
| ----- | ----------------------------- | --- | --------------------------------------- | ------------------------------------- |
| 2016  | نور الدين مرسلي (ألعاب القوى) | حسيبة بولمرقة (ألعاب القوى) نورية بنيدة مراح (ألعاب القوى) باية رحولي (ألعاب القوى) سليمة سواكري (الجيدو) صورية حداد (الجيدو) فاطمة الزهراء عكازي (الكرة الطائرة) | فريال صالحي ( المبارزة)                 | المنتخب الجزائري لكرة القدم لسنة 1982 |
| 2018  | الوناس عمارة (كرة اليد)       | |                                         |                                       |

## جائزة الأوسكار في الذكرى الخمسين لتأسيس اللجنة الاولمبية الجزائرية
تكريم أفضل الرياضيين والمدربين، الإعلاميين، المسيرين، الجزائريين في الخمسين سنة الماضية ( 1963 - 2013 ) 
- جائزة الاوسكار لأفضل رياضيان للخمسينية حسيبة بولمرقة و نورالدين مرسلي [15]
- جائزة الاوسكار لافضل رياضيان للخمسينية لذوي الاحتياجات الخاصة محمد علاق و ناديا مجمج
- جوائزالاوسكار لأفضل التقنيين الرياضيين للخمسينية  رابح سعدان ( كرة القدم) و عمار براهمية وعبد الرحمان مرسلي وعمار بوراس (العاب القوى) و محمد عزيز درواز (كرة اليد) و إبراهيم بجاوي ( الملاكمة) و جائزة بعد الوفاة لعبد الحميد كرمالي (كرة القدم).[16]

- جوائز الاوسكار لصحافيي الخمسينية سكينة بوالطمين ومعمر جبور ومحمد صلاح ( الإذاعة) و جمال الدين راشدي ( وكالة الأنباء الجزائرية) و بن يوسف وعدية وإدريس دقيق ورضوان بن دالي (التلفزيون الجزائري) و يزيد وهيب وجمال صايفي ( الصحافة المكتوبة) و تكريم بعد الوفاة لرابح سعد الله.
- جائزة الاوسكار لأفضل المسيرين الرياضيين مصطفى العرفاوي ومحمد روراوة ومصطفى براف والعميد مقدد بن زيان ومحمد مريجة وتكريم بعد الوفاة لمحند امرقران معوش بالإضافة إلى محمد زرقيني.